# Prionops
Prionops es un género de aves paseriformes de la familia Prionopidae. Fueron generalmente por mucho tiempo incluidos en la familia Malaconotidae.

## Especies
El género tiene las siguientes especies:
- Prionops alberti – prionopo crestigualdo
- Prionops caniceps – prionopo piquirrojo.
- Prionops rufiventris – prionopo ventrirrojo.
- Prionops gabela – prionopo de Gabela.
- Prionops plumatus – prionopo crestiblanco.
- Prionops poliolophus – prionopo crestigrís.
- Prionops retzii – prionopo de Retz.
- Prionops scopifrons – prionopo frentirrufo.